# Luca Badoer

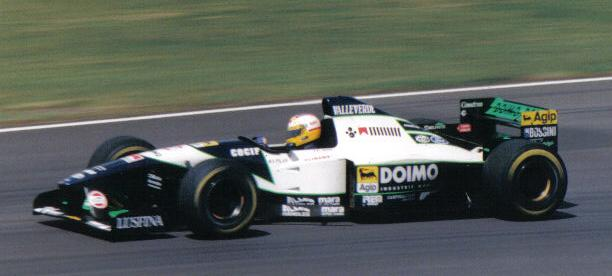
Luca Badoer i Minardi i Storbritanniens Grand Prix 1995 på Silverstone Circuit.

Luca Badoer, född 25 januari 1971 i Montebelluna, är en italiensk racerförare. 

## Racingkarriär
Badoer debuterade i formel 1 för BMS Scuderia Italia säsongen 1993 och fortsatte senare i ett par andra italienska stall. Hans bästa resultat var en sjunde plats i San Marino 1993, men det blev inga poäng.
Badoer kom tillbaka till F1 säsongen 1998 som testförare för Ferrari. Ferrari lånade ut Badoer till Minardi-Ford under säsongen 1999, då han tävlade 16 lopp för stallet.
Efter att Felipe Massa drabbades av en svår olycka när en fjäder från Rubens Barrichellos träffade hans hjälm under kvalet till Ungerns Grand Prix 2009, så bestämde den sjufaldiga världsmästaren i Formel 1 Michael Schumacher att han skulle ersätta Massa i Ferrari under Europas Grand Prix 2009. Men Schumacher tvingades att lämna återbud när hans nackskada från en motorcykelolycka tidigare under året var för svår, så Badoer fick ersätta Massa istället. 
Det blev inte mer än två lopp för Badoer 2009. Efter Belgiens Grand Prix ersattes han av Giancarlo Fisichella. 

## F1-karriär
| Säsong                | Stall/Tillverkare     | Placering             | Lopp | Poäng | Etta | Tvåa | Trea | Pole | Varv |
| --------------------- | --------------------- | --------------------- | ---- | ----- | ---- | ---- | ---- | ---- | ---- |
| 1993                  | BMS Scuderia Italia   | 25                    | 12   | 0     |      |      |      |      |      |
| 1995                  | Minardi-Ford          | 23                    | 17   | 0     |      |      |      |      |      |
| 1996                  | Forti-Ford            | 21                    | 6    | 0     |      |      |      |      |      |
| 1999                  | Minardi-Ford          | 23                    | 15   | 0     |      |      |      |      |      |
| 2009                  | Scuderia Ferrari      | 25                    | 2    | 0     |      |      |      |      |      |
| Sammanlagt 5 säsonger | Sammanlagt 5 säsonger | Sammanlagt 5 säsonger | 52   | 0     | 0    | 0    | 0    | 0    | 0    |